# Claude Saint-Jean
Ne doit pas être confondu avec Claude St-Jean.
Claude Saint-Jean (1952–2006), est le fondateur de l’Association canadienne des ataxies familiales en 1972.
Claude Saint-Jean a fondé une association pour venir en aide aux personnes atteintes d'ataxie, une maladie dégénérative. Il était lui-même atteint de cette maladie, ainsi que ses deux sœurs et son frère. C'est Nicole Saint-Jean qui a pris sa succession à la tête de l'association.
Il était membre de l'Ordre du Canada. Il est mort à Montréal en juin 2006.